# Fucose
Fucose (hay Fucoza) là một hexose đường deoxy với công thức hóa học C6H12O5. Nó được tìm thấy trên  N -glycan được liên kết trên động vật có vú, côn trùng và thực vật Bề mặt tế bào. Fucose là tiểu phần cơ bản đơn vị của rong biển polysacarit fucoidan. α(1→3) linked core fucose is a suspected carbohydrate antigen for IgE-mediated allergy.
Hai đặc điểm cấu trúc phân biệt fucose với các loại đường sáu carbon khác có trong động vật có vú: thiếu nhóm hydroxyl trên carbon ở vị trí 6 (C-6) (do đó biến nó thành đường deoxy) và L-configuration. Nó tương đương với 6-deoxy-L-galactose.
Trong các cấu trúc glycan chứa fucose, glycans fucosyl hóa, fucose có thể tồn tại như một sửa đổi đầu cuối hoặc phục vụ như một điểm đính kèm để thêm các loại đường khác.
Ở người N-glycans được liên kết, fucose được liên kết phổ biến nhất là α-1,6 với thiết bị đầu cuối khử β -N- acetylglucosamine. Tuy nhiên, fucose ở termini không khử liên kết α-1,2 với galactose tạo thành kháng nguyên, cấu trúc của kháng nguyên nhóm máu A và B.
Fucose được giải phóng từ các polyme có chứa fucose bởi một enzyme có tên là α -fucosidase được tìm thấy trong lysosome.
L
Fucosyl hóa các kháng thể đã được thiết lập để giảm liên kết với thụ thể Fc của các tế bào Kẻ giết người tự nhiên và do đó làm giảm độc tính tế bào phụ thuộc vào kháng nguyên. Do đó, kháng thể đơn dòng afucosylated đã được thiết kế để tuyển dụng hệ thống miễn dịch cho các tế bào ung thư đã được sản xuất trong các dòng tế bào thiếu enzyme cho fucosylation lõi (FUT8), do đó tăng cường tiêu diệt tế bào in vivo.